# Émile Levassor

Émile Levassor (links) am Steuer eines seiner Autos beim Rennen Paris–Rouen 1894

Émile Constans Levassor (* 21. Januar 1843 in Marolles-en-Hurepoix, Département Essonne; † 14. April 1897 in Paris) war ein französischer Automobilpionier und -rennfahrer.

## Leben und Karriere
Émile Levassors Eltern waren Étienne Constant Levassor und Justine Geneviève geb. Marcou.
Er schloss sein Ingenieursstudium an der École Centrale des Arts et Manufactures (heute École Centrale Paris) 1864 ab.
Er arbeitete in einem Sägewerk, als er René Panhard kennenlernte und sie beschlossen, Automobile zu bauen. Der erste Wagen aus ihrer gemeinsamen Firma Panhard & Levassor wurde 1890 fertiggestellt und von einem Motor der Daimler-Motoren-Gesellschaft betrieben.
Als Automobilentwickler sorgten sie für einige Neuerungen. Unter anderem kombinierten sie als erste einen vorn eingebauten Motor mit angetriebenen Hinterrädern.
Am 17. Mai 1889 heiratete er Louise Sarrazin die Witwe von Édouard Sarazin.
Am 11. Oktober 1889 wurde er in die Ehrenlegion im Rang eines Chevaliers aufgenommen.
Émile Levassor nahm auch auf eigenen Fahrzeugen an den ersten Autorennen teil, er war Fünfter beim Rennen Paris–Rouen 1894 und gewann das Rennen Paris–Bordeaux–Paris 1895 auf Panhard & Levassor, verunglückte jedoch beim Rennen Paris–Marseille–Paris 1896 schwer. Durch den Unfall wurde er apathisch und appetitlos. Er starb an den Unfallfolgen im darauffolgenden Frühling, weswegen er als erster Todesfall im Motorsport angesehen wird.
Ihm zu Ehren ist der Levassor-Nunatak in der Antarktis benannt.

## Motorsport

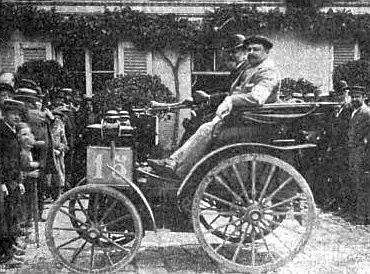
Émile Levassor auf seinem Panhard & Levassor beim Rennen Paris–Rouen 1894

| Datum                           | Rennen                | Marke              | Position |
| ------------------------------- | --------------------- | ------------------ | -------- |
| 22. Juli 1894                   | Paris–Rouen           | Panhard & Levassor | 5.       |
| 11.–13. Juni 1895               | Paris–Bordeaux–Paris  | Panhard & Levassor | 1.       |
| 24. September – 3. Oktober 1896 | Paris–Marseille–Paris | Panhard & Levassor | 4.       |